# Coelioxys tucumana
Coelioxys tucumana är en biart som beskrevs av Holmberg 1903. Coelioxys tucumana ingår i släktet kägelbin, och familjen buksamlarbin. Inga underarter finns listade i Catalogue of Life.